# فرنسيسكو إسترادا
فرنسيسكو إسترادا (بالإسبانية: Francisco Estrada Soto)‏ هو لاعب كرة قاعدة مكسيكي، ولد في 12 فبراير 1948 في نافويوا ‏ في المكسيك.

## وصلات خارجية
- فرنسيسكو إسترادا على موقع دوري كرة القاعدة الرئيسي (الإنجليزية)
- فرنسيسكو إسترادا على موقعبيزبول رفرنس.كوم (الدوري الرئيسي) (الإنجليزية)
- فرنسيسكو إسترادا على موقعبيزبول رفرنس.كوم (الدوري الثانوي) (الإنجليزية)
- فرنسيسكو إسترادا على موقع جمعية أبحاث البيسبول الأمريكية (الإنجليزية)